# Nikki Tyler

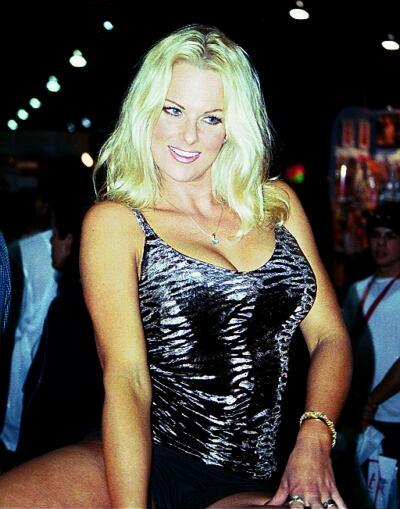
Nikki Tyler (2001)

Nikki Tyler (* 4. Dezember 1972 in Berkeley, Kalifornien als Nicole Madison), die auch unter den Pseudonymen Christine Taylor und Christine Tyler auftrat, ist eine ehemalige US-amerikanische Pornodarstellerin der 1990er Jahre.

## Leben und Karriere
Tyler antwortete auf eine Annonce für Bikini-Modelling, war daraufhin als Fotomodell erfolgreich und Penthouse „Pet of the month“ im Dezember 1995. Daraufhin brach sie ihr Psychologiestudium ab, zu dessen Finanzierung sie ursprünglich als Model begonnen hatte. Später arbeitete sie bei der Vivid Entertainment Group, allerdings zunächst nur als Visagistin, bevor sie ins Hardcore-Geschäft einstieg. Sie lebte einige Zeit mit Jenna Jameson zusammen und gilt als deren langjährige Freundin. Ihre Beziehung wird ausführlich in Jenna Jamesons Biografie geschildert. Tylers erste Szene war eine Lesbenszene, und zwar in dem Film American Pie. Bereits in ihrem zweiten Film Virtual Reality 69 drehte sie mit Jenna Jameson; anschließend wurde sie von Vivid unter Vertrag genommen. Weitere Filme sind Nikki Loves Rocco mit Rocco Siffredi sowie Hell on Heels mit Jenna Jameson und Bobby Sox. 
Heute lebt Tyler mit ihrem Mann und ihrem Sohn in Malibu, Kalifornien.

## Filmografie (Auswahl)
- 1995: Out of Love
- 1995: Street Legal
- 1995: American Pie
- 1995: Virtual Reality 69
- 1996: Bobby Sox
- 1996: Nikki loves Rocco
- 1996: Pleasureland
- 1996: Nikki Tyler P.I.
- 1998: Amazing Sex Talk
- 1999: Hell on Heels
- 1999: Virtual Sex with Nikki Tyler